# Naturalistes Belges. Bulletin Mensuel
Naturalistes Belges. Bulletin Mensuel (abreviado Naturalistes Belges) es una revista con ilustraciones y descripciones botánicas que es editada en Bruselas desde el año 1920.